# Campeonato Uruguayo de Primera División 2014-15
El Campeonato Uruguayo 2014-15, denominado Torneo Uruguayo Copa Coca-Cola 2014-15 por motivos publicitarios, es el 111.º torneo de primera división del fútbol uruguayo organizado por la AUF, correspondiente a la temporada 2014-2015. 
El campeonato empezó a disputarse el 16 de agosto de 2014. El torneo Apertura se denominó «100 años de Rampla Juniors», mientras que el Clausura se llamó «100 años de Liverpool Fútbol Club».
El campeón fue el Club Nacional de Football, luego de derrotar al Club Atlético Peñarol en la semifinal. Habiendo sido al mismo tiempo vencedor de la Tabla Anual no hubo necesidad de jugar finales.

## Equipos participantes

### Relevos temporada anterior
| Club           | Ascendido como                            |
| -------------- | ----------------------------------------- |
| Tacuarembó     | Campeón Segunda División 2013-14          |
| Atenas         | Subcampeón Segunda División 2013-14       |
| Rampla Juniors | Ganador playoffs Segunda División 2013-14 |

| Club             | Descendido como                |
| ---------------- | ------------------------------ |
| Liverpool        | 14° Tabla del descenso 2013-14 |
| Cerro Largo      | 15° Tabla del descenso 2013-14 |
| Miramar Misiones | 16° Tabla del descenso 2013-14 |

### Datos de los equipos
Todos los datos estadísticos corresponden únicamente a los Campeonatos Uruguayos organizados por la Asociación Uruguaya de Fútbol, no se incluyen los torneos de la FUF de 1923, 1924 ni el Torneo del Consejo Provisorio 1926 en las temporadas contadas. Las fechas de fundación de los equipos son las declaradas por los propios clubes implicados.Existe controversia en la fecha de fundación del Club Atlético Peñarol en virtud de la continuidad o no del club con el Central Uruguay Railway Cricket Club. La posición oficial del club asume un cambio de nominación del antiguo club fundado el 28 de diciembre de 1891. La otra posición figura a Peñarol como un club original fundado el 13 de diciembre de 1913. Por su parte, las fechas de fundación de Central, Defensor y El Tanque referencian a la fundación original del equipo de fútbol y no toman en cuenta las futuras fusiones con otras entidades que estos clubes sufrieron.
La columna "estadio" refleja el estadio dónde el equipo más veces oficia de local en sus partidos, pero no indica que el equipo en cuestión sea propietario del mismo. El estadio presentado en exclusividad por el Club Atlético Peñarol es el José Pedro Damiani, pero en la práctica no disputa nunca sus partidos en ese estadio, arrendando el Estadio Centenario de propiedad municipal. Por su parte, tanto Cerro Largo como Juventud y El Tanque Sisley, presentan al Ubilla, al Parque Artigas y al Campeones Olímpicos respectivamente, como su estadio exclusivo, pero es pertinente aclarar que no les pertenecen, siendo propiedad municipal.
|  | Club                 |  | Ciudad      | Estadio                         | Capacidad | Fundación                | Temporadas | Temporadas Consecutivas | Títulos | 2013/14 |
|  | -------------------- |  | ----------- | ------------------------------- | --------- | ------------------------ | ---------- | ----------------------- | ------- | ------- |
|  | Atenas               |  | San Carlos  | Estadio Domingo Burgueño Miguel | 6.000     | 1 de mayo de 1928        | 2          | 1                       | -       | (SD) 2º |
|  | Cerro                |  | Montevideo  | Luis Tróccoli                   | 25.000    | 1 de diciembre de 1922   | 69         | 8                       | -       | 10°     |
|  | Danubio              |  | Montevideo  | Jardines del Hipódromo          | 18.000    | 1 de marzo de 1932       | 65         | 45                      | 4       | 1°      |
|  | Defensor Sporting    |  | Montevideo  | Luis Franzini                   | 16.000    | 15 de marzo de 1913      | 88         | 50                      | 4       | 11°     |
|  | El Tanque Sisley     |  | Florida*    | Campeones Olímpicos             | 7.000     | 17 de marzo de 1955      | 6          | 5                       | -       | 13°     |
|  | Fénix                |  | Montevideo  | Parque Capurro                  | 5.500     | 7 de julio de 1916       | 33         | 6                       | -       | 7°      |
|  | Juventud             |  | Las Piedras | Parque Artigas                  | 15.000    | 24 de diciembre de 1935  | 9          | 3                       | -       | 14º     |
|  | Montevideo Wanderers |  | Montevideo  | Parque Viera                    | 10.000    | 15 de agosto de 1902     | 98         | 15                      | 3       | 2º      |
|  | Nacional             |  | Montevideo  | Gran Parque Central             | 26.500    | 14 de mayo de 1899       | 110        | 110                     | 45      | 3°      |
|  | Peñarol / CURCC      |  | Montevideo  | Campeón del Siglo               | 40.000    | 28 de septiembre de 1891 | 109        | 88                      | 47      | 5°      |
|  | Racing               |  | Montevideo  | Parque Roberto                  | 8.500     | 6 de abril de 1919       | 48         | 7                       | -       | 8º      |
|  | Rampla Juniors       |  | Montevideo  | Estadio Olímpico                | 6.000     | 7 de enero de 1914       | 67         | 1                       | 1       | (SD) 6º |
|  | Rentistas            |  | Montevideo  | Complejo Rentistas              | 10.600    | 26 de marzo de 1933      | 25         | 2                       | -       | 6º      |
|  | River Plate          |  | Montevideo  | Parque Saroldi                  | 5.165     | 11 de mayo de 1932       | 66         | 11                      | -       | 4º      |
|  | Sud América          |  | San José*   | C. Martínez Laguarda            | 3.810     | 15 de febrero de 1914    | 48         | 2                       | -       | 12º     |
|  | Tacuarembó           |  | Tacuarembó  | Raúl Goyenola                   | 8.000     | 11 de noviembre de 1998  | 14         | 1                       | -       | (SD) 1º |

| Escala Nacional                                                     | Escala Montevideana                                                                   | Escala Montevideana |
| ------------------------------------------------------------------- | ------------------------------------------------------------------------------------- | --- |
| Juventud IASA* El Tanque* Montevideo (11 equipos) Atenas Tacuarembó | Cerro Rampla Defensor Nacional Peñarol Racing Wanderers River Fénix Danubio Rentistas | Tres de los equipos participantes no pertenecen a Montevideo: Atenas (San Carlos), Juventud (Las Piedras) y Tacuarembó; están ubicados a 134, 23 y 388 kilómetros de distancia respectivamente de la capital del país. - El Tanque Sisley está oficiando de local en el estadio Campeones Olímpicos de la ciudad de Florida a 98 kilómetros de Montevideo. - La IASA está oficiando de local en el estadio Casto Martínez Laguarda de la ciudad de San José a 95 kilómetros de Montevideo. - El Club Atlético Atenas de la ciudad de San Carlos está oficiando de local en el Estadio Domingo Burgueño Miguel de la ciudad de Maldonado. |

#### Entrenadores
Listado de los entrenadores que empezaron el campeonato dirigiendo a cada uno de los equipos.
| Club                 | Entrenador         | Comentarios                       |
| -------------------- | ------------------ | --------------------------------- |
| Atenas               | Edgardo Arias      | Continúa de la temporada anterior |
| Cerro                | Pablo Rodríguez    | Continúa de la temporada anterior |
| Danubio              | Leonardo Ramos     | Continúa de la temporada anterior |
| Defensor Sporting    | Fernando Curutchet | Continúa de la temporada anterior |
| El Tanque Sisley     | Raúl Möller        | Continúa de la temporada anterior |
| Fénix                | Gustavo Bueno      | Nuevo                             |
| Juventud             | Jorge Giordano     | Continúa de la temporada anterior |
| Montevideo Wanderers | Alfredo Arias      | Continúa de la temporada anterior |
| Nacional             | Álvaro Gutiérrez   | Continúa de la temporada anterior |
| Peñarol              | Jorge Fossati      | Continúa de la temporada anterior |
| Racing               | Mauricio Larriera  | Continúa de la temporada anterior |
| Rampla Juniors       | Marcelo Saralegui  | Continúa de la temporada anterior |
| Rentistas            | Adolfo Barán       | Continúa de la temporada anterior |
| River Plate          | Guillermo Almada   | Continúa de la temporada anterior |
| Sud América          | Jorge Vivaldo      | Nuevo                             |
| Tacuarembó           | Jorge Moncecchi    | Nuevo                             |

#### Cambios de entrenador
| Día      | Equipo            | Fecha  | Posición                    | DT saliente          | Situación                  | Motivo                                | DT nuevo                        | Debut                       |
| -------- | ----------------- | ------ | --------------------------- | -------------------- | -------------------------- | ------------------------------------- | ------------------------------- | --------------------------- |
| 08/09/14 | Cerro             | 4.ªAp  | 16º                         | Pablo Rodríguez      | Cesado                     | Malos resultados (4 PJ: 0-0-4)        | Juan Tejera                     | vs. Defensor Sporting (0-3) |
| 12/10/14 | Tacuarembó        | 9.ªAp  | 16º                         | Jorge Moncecchi      | Renuncia                   | Malos resultados (9 PJ: 1-1-7)        | Mario Saralegui                 | vs. River Plate (2-2)       |
| 09/11/14 | Peñarol           | 12.ªAp | 4º                          | Jorge Fossati        | Renuncia                   | Malos resultados y derrota en clásico | Paolo Montero (interino)        | vs. Rentistas (4-0)         |
| 16/11/14 | Defensor Sporting | 13.ªAp | 8º                          | Fernando Curutchet   | Renuncia                   | Malos resultados (13 PJ: 5-2-6)       | Heber Silva Cantera (interino)  | vs. Wanderers (1-1)         |
| 22/11/14 | Fénix             | 14.ªAp | 14º                         | Gustavo Bueno        | Renuncia                   | Malos resultados (14 PJ: 4-2-8)       | Rosario Martínez                | vs. Cerro (3-1)             |
| 24/11/14 | Cerro             | 14.ªAp | 15º                         | Juan Tejera          | Renuncia                   | Malos resultados (10 PJ: 3-2-5)       | Santiago Kalemkerian (interino) | vs. Fénix (1-3)             |
| 20/12/14 | Racing            | Receso | 2º                          | Mauricio Larriera    | Fin de contrato            | Nuevos objetivos del DT.              | Pablo Alonso                    | vs. Danubio (0-1)           |
| 22/12/14 | Peñarol           | Receso | 3º                          | Paolo Montero        | Fin del interinato         | Elección de nuevo DT                  | Pablo Bengoechea                | vs.Cerro (3-0)              |
| 23/12/14 | Rentistas         | Receso | 11º                         | Adolfo Barán         | Fin de contrato            | Final de ciclo.                       | Manuel Keosseián                | vs. Tacuarembó (1-0)        |
| 27/12/14 | Cerro             | Receso | 15º                         | Santiago Kalemkerian | Fin del interinato         | Elección de nuevo DT                  | Miguel Falero                   | vs. Peñarol (0-3)           |
| 29/12/14 | Tacuarembó        | Receso | 16º                         | Mario Saralegui      | Rescisión de contrato      | Reducción de costos                   | Jorge Castelli                  | vs. Rentistas (0-1)         |
| 01/01/15 | Defensor Sporting | Receso | 6º                          | Heber Silva Cantera  | Fin del interinato         | Elección de nuevo DT                  | Mauricio Larriera               | vs. Nacional (0-0)          |
| 03/01/15 | Rampla Juniors    | Receso | 14º                         | Marcelo Saralegui    | Rescisión de mutuo acuerdo | Varios                                | Jorge Barrios                   | vs. Sud América (1-1)       |
| 06/04/15 | El Tanque Sisley  | 7.ªCl  | 14º (Cl) 10º (An) 12º (Des) | Raúl Möller          | Cesado                     | Peligro de descenso                   | Julio César Antúnez             | vs. Juventud (1-1)          |
| 06/04/15 | Racing            | 7.ªCl  | 15º (Cl) 4º (An)            | Pablo Alonso         | Cesado                     | Malos Resultados (7 PJ: 2-0-5)        | Darío Larrosa (interino)        | vs. Defensor Sporting (1-2) |
| 12/04/15 | Racing            | 8.ªCl  | 16º (Cl) 4º (An)            | Darío Larrosa        | Fin del interinato         | Elección de nuevo DT                  | Santiago Ostolaza               | vs. Nacional (2-4)          |
| 25/05/15 | Rampla Juniors    | 13.ªCl | 13º (Cl) 15º (An) 15º (Des) | Jorge Barrios        | Renuncia                   | Malos resultados (13 PJ: 4-1-8)       | Nelson Olveira                  | vs. Juventud (0-2)          |

## Sistema de disputa
Los 16 equipos participantes disputarán dos torneos, Apertura y Clausura, a fines de 2014 y principios de 2015 respectivamente. Ambos torneos serán en la modalidad de todos contra todos a una sola ronda. También se confeccionará una Tabla Anual que se calculará como la suma de las tablas de ambos torneos.

### Campeón uruguayo
Para determinar el equipo que se consagrará campeón de la temporada, se jugarán una semifinal y dos posteriores finales, todas en caso de ser necesario. Primero se disputará un partido entre los campeones de los torneos cortos. El ganador de este partido se enfrentará al ganador de la Tabla Anual en una serie final de dos partidos. El ganador de la serie se determinará en primera instancia por puntos, luego por diferencia de goles; y en caso de permanecer empatados se procederá a disputar un alargue y penales en caso de mantenerse la paridad.
Vale aclarar ciertas excepciones a estos procedimientos de disputa. En caso de que el mismo equipo obtenga los torneos Apertura y Clausura, y por consiguiente la Tabla Anual, se convertirá en el campeón uruguayo. También podría suceder que el ganador de la semifinal fuese el mismo equipo que el ganador de la Tabla Anual, por lo que también así se consagraría automáticamente campeón.

### Cobertura mediática
El canal VTV transmitirá hasta tres partidos por jornada en vivo y por Gol TV en diferido.

## Torneo Apertura
El Apertura consta de una ronda de todos contra todos que se disputa a partir del mes de agosto y finalizará en diciembre. El ganador del mismo se clasificara para disputar la semifinal por el título de campeón uruguayo de la temporada contra el equipo que resulte ganador del Torneo Clausura.

### Fixture
| Rentistas            | 1:1 | Tacuarembó        | Parque Luis Méndez Piana    | 16 de agosto | 11:00 | Ninguno     |
| Atenas               | 1:3 | River Plate       | Domingo Burgueño Miguel     | 16 de agosto | 15:00 | Ninguno     |
| Danubio              | 2:4 | Racing            | Jardines del Hipódromo      | 16 de agosto | 15:00 | Ninguno     |
| Peñarol              | 3:0 | Cerro             | Centenario                  | 16 de agosto | 15:00 | VTV y GolTV |
| Montevideo Wanderers | 1:2 | El Tanque Sisley  | Parque Alfredo Víctor Viera | 17 de agosto | 11:00 | VTV y GolTV |
| Rampla Juniors       | 1:2 | Sud América       | Parque Palermo              | 17 de agosto | 15:00 | Ninguno     |
| Fénix                | 3:1 | Juventud          | Parque Capurro              | 17 de agosto | 15:00 | Ninguno     |
| Nacional             | 5:2 | Defensor Sporting | Gran Parque Central         | 17 de agosto | 16:00 | VTV y GolTV |

| Defensor Sporting | 1:2 | Rentistas            | Luis Franzini          | 22 de agosto | 19:00 | Ninguno     |
| Tacuarembó        | 1:2 | Fénix                | Omar Odriozola         | 23 de agosto | 15:00 | Ninguno     |
| Sud América       | 0:1 | Nacional             | Centenario             | 23 de agosto | 15:00 | VTV y GolTV |
| Racing            | 4:1 | Cerro                | Parque Osvaldo Roberto | 24 de agosto | 10:30 | VTV y GolTV |
| Juventud          | 0:1 | Peñarol              | Centenario             | 24 de agosto | 15:00 | VTV y GolTV |
| El Tanque Sisley  | 3:3 | Rampla Juniors       | Campeones Olímpicos    | 24 de agosto | 15:00 | Ninguno     |
| River Plate       | 1:2 | Montevideo Wanderers | Parque Saroldi         | 24 de agosto | 15:00 | Ninguno     |
| Danubio           | 1:0 | Atenas               | Jardines del Hipódromo | 24 de agosto | 15:00 | Ninguno     |

| Fénix          | 3:4 | Defensor Sporting | Parque Capurro              | 30 de agosto | 15:00 | Ninguno     |
| Nacional       | 1:2 | El Tanque Sisley  | Parque Central              | 30 de agosto | 15:00 | VTV y GolTV |
| Rampla Juniors | 0:2 | River Plate       | Estadio Olímpico            | 31 de agosto | 15:00 | Ninguno     |
| Rentistas      | 3:1 | Sud América       | Parque Capurro              | 31 de agosto | 15:00 | Ninguno     |
| Atenas         | 1:3 | Racing            | Domingo Burgueño Miguel     | 31 de agosto | 15:00 | Ninguno     |
| Wanderers      | 4:1 | Danubio           | Parque Alfredo Víctor Viera | 31 de agosto | 15:00 | VTV y GolTV |
| Cerro          | 1:3 | Juventud          | Estadio Tróccoli            | 31 de agosto | 15:30 | Ninguno     |
| Peñarol        | 2:0 | Tacuarembó        | Estadio Centenario          | 31 de agosto | 18:00 | VTV y GolTV |

| Defensor Sporting | 0:0 | Peñarol        | Luis Franzini           | 6 de septiembre | 15:00 | VTV y GolTV |
| Sud América       | 2:2 | Fénix          | Casto Martínez Laguarda | 6 de septiembre | 15:00 | Ninguno     |
| Danubio           | 5:0 | Rampla Juniors | Jardines del Hipódromo  | 6 de septiembre | 15:00 | Ninguno     |
| Racing            | 1:1 | Juventud       | Parque Osvaldo Roberto  | 7 de septiembre | 10:30 | VTV y GolTV |
| Tacuarembó        | 4:0 | Cerro          | Raúl Goyenola           | 7 de septiembre | 15:00 | Ninguno     |
| El Tanque Sisley  | 2:0 | Rentistas      | Campeones Olímpicos     | 7 de septiembre | 15:00 | Ninguno     |
| River Plate       | 1:3 | Nacional       | Estadio Centenario      | 7 de septiembre | 15:00 | VTV y GolTV |
| Atenas            | 1:0 | Wanderers      | Domingo Burgueño Miguel | 7 de septiembre | 15:00 | Ninguno     |

| Peñarol        | 1:1 | Sud América       | Centenario     | 12 de septiembre | 19:00 | VTV y GolTV |
| Rentistas      | 2:0 | River Plate       | Centenario     | 13 de septiembre | 13:30 | Ninguno     |
| Wanderers      | 2:3 | Racing            | Centenario     | 13 de septiembre | 15:30 | VTV y GolTV |
| Rampla Juniors | 4:2 | Atenas            | Olímpico       | 13 de septiembre | 15:30 | Ninguno     |
| Fénix          | 1:0 | El Tanque Sisley  | Parque Capurro | 14 de septiembre | 15:30 | Ninguno     |
| Cerro          | 0:3 | Defensor Sporting | Luis Tróccoli  | 14 de septiembre | 15:30 | Ninguno     |
| Juventud       | 4:2 | Tacuarembó        | Parque Artigas | 14 de septiembre | 15:30 | Ninguno     |
| Nacional       | 3:0 | Danubio           | Parque Central | 14 de septiembre | 16:00 | VTV y GolTV |

| Sud América       | 0:0 | Cerro          | Casto Martínez Laguarda | 20 de septiembre | 15:30 | Ninguno     |
| El Tanque Sisley  | 1:1 | Peñarol        | Campeones Olímpicos     | 20 de septiembre | 16:00 | VTV y GolTV |
| Racing            | 1:0 | Tacuarembó     | Parque Osvaldo Roberto  | 21 de septiembre | 10:30 | VTV y GolTV |
| Defensor Sporting | 2:0 | Juventud       | Luis Franzini           | 21 de septiembre | 15:30 | Ninguno     |
| Danubio           | 0:3 | Rentistas      | Jardines del Hipódromo  | 21 de septiembre | 15:30 | Ninguno     |
| Wanderers         | 0:1 | Rampla Juniors | Belvedere               | 21 de septiembre | 15:30 | Ninguno     |
| Atenas            | 0:2 | Nacional       | Domingo Burgueño Miguel | 21 de septiembre | 16:00 | VTV y GolTV |
| River Plate       | 3:1 | Fénix          | Parque Saroldi          | 22 de septiembre | 16:00 | Ninguno     |

| Cerro          | 0:0 | El Tanque Sisley  | Estadio Luis Tróccoli | 27 de septiembre | 15:30 | Ninguno     |
| Nacional       | 2:0 | Wanderers         | Gran Parque Central   | 27 de septiembre | 16:00 | VTV y GolTV |
| Rampla Juniors | 1:2 | Racing            | Estadio Olímpico      | 28 de septiembre | 15:30 | VTV y GolTV |
| Rentistas      | 0:3 | Atenas            | Complejo Rentistas    | 28 de septiembre | 15:30 | Ninguno     |
| Fénix          | 0:0 | Danubio           | Parque Capurro        | 28 de septiembre | 15:30 | Ninguno     |
| Juventud       | 1:3 | Sud América       | Parque Artigas        | 28 de septiembre | 15:30 | Ninguno     |
| Tacuarembó     | 1:4 | Defensor Sporting | Estadio Raúl Goyenola | 28 de septiembre | 15:30 | Ninguno     |
| Peñarol        | 3:1 | River Plate       | Estadio Centenario    | 28 de septiembre | 18:30 | VTV y GolTV |

| Sud América      | 2:1 | Tacuarembó        | Casto Martínez Laguarda | 4 de octubre | 15:30 | ninguno     |
| Danubio          | 1:1 | Peñarol           | Jardines del Hipódromo  | 4 de octubre | 16:00 | VTV y GolTV |
| El Tanque Sisley | 0:3 | Juventud          | Campeones Olímpicos     | 5 de octubre | 16:30 | ninguno     |
| River Plate      | 3:0 | Cerro             | Parque Saroldi          | 5 de octubre | 16:30 | ninguno     |
| Racing           | 1:6 | Defensor Sporting | Parque Roberto          | 5 de octubre | 16:30 | VTV y GolTV |
| Atenas           | 3:0 | Fénix             | Domingo Burgueño Miguel | 5 de octubre | 16:30 | ninguno     |
| Wanderers        | 3:2 | Rentistas         | Belvedere               | 5 de octubre | 16:30 | ninguno     |
| Rampla Juniors   | 0:2 | Nacional          | Estadio Centenario      | 5 de octubre | 19:00 | VTV y GolTV |

| Peñarol           | 4:1 | Atenas           | Estadio Centenario    | 10 de octubre | 20:00 | VTV y GolTV |
| Rentistas         | 0:2 | Rampla Juniors   | Complejo Rentistas    | 11 de octubre | 16:30 | Ninguno     |
| Fénix             | 2:1 | Wanderers        | Parque Capurro        | 11 de octubre | 16:30 | Ninguno     |
| Cerro             | 2:0 | Danubio          | Estadio Luis Tróccoli | 11 de octubre | 16:30 | VTV y GolTV |
| Juventud          | 0:3 | River Plate      | Parque Artigas        | 12 de octubre | 16:30 | Ninguno     |
| Tacuarembó        | 2:3 | El Tanque Sisley | Estadio Goyenola      | 12 de octubre | 16:30 | Ninguno     |
| Defensor Sporting | 1:1 | Sud América      | Estadio Franzini      | 12 de octubre | 16:30 | Ninguno     |
| Nacional          | 2:0 | Racing           | Parque Central        | 12 de octubre | 17:00 | VTV y GolTV |

| Rampla Juniors   | 1:0 | Fénix             | Estadio Olímpico        | 18 de octubre | 16:30 | Ninguno     |
| Wanderers        | 2:1 | Peñarol           | Estado Centenario       | 18 de octubre | 17:00 | VTV y GolTV |
| Racing           | 3:2 | Sud América       | Parque Roberto          | 19 de octubre | 10:30 | VTV y GolTV |
| Danubio          | 0:0 | Juventud          | Jardines del Hipódromo  | 19 de octubre | 16:30 | Ninguno     |
| River Plate      | 2:2 | Tacuarembó        | Parque Saroldi          | 19 de octubre | 16:30 | Ninguno     |
| El Tanque Sisley | 2:1 | Defensor Sporting | Campeones Olímpicos     | 19 de octubre | 16:30 | Ninguno     |
| Nacional         | 2:0 | Rentistas         | Parque Central          | 19 de octubre | 17:00 | VTV y GolTV |
| Atenas           | 3:1 | Cerro             | Domingo Burgueño Miguel | 19 de octubre | 20:00 | Ninguno     |

| Defensor Sporting | 0:2 | River Plate      | Estadio Franzini        | 1 de noviembre | 17:30 | Ninguno     |
| Sud América       | 1:0 | El Tanque Sisley | Casto Martínez Laguarda | 1 de noviembre | 17:30 | Ninguno     |
| Fénix             | 0:3 | Nacional         | Estadio Centenario      | 1 de noviembre | 18:00 | VTV y GolTV |
| Rentistas         | 1:1 | Racing           | Complejo Rentistas      | 2 de noviembre | 10:30 | VTV y GolTV |
| Cerro             | 2:1 | Wanderers        | Estadio Tróccoli        | 2 de noviembre | 17:30 | Ninguno     |
| Juventud          | 2:1 | Atenas           | Parque Artigas          | 2 de noviembre | 17:30 | Ninguno     |
| Tacuarembó        | 0:0 | Danubio          | Raúl Goyenola           | 2 de noviembre | 17:30 | Ninguno     |
| Peñarol           | 2:3 | Rampla Juniors   | Estadio Centenario      | 2 de noviembre | 18:00 | VTV y GolTV |

| Racing         | 3:1 | El Tanque Sisley  | Parque Roberto              | 8 de noviembre | 17:30 | Ninguno     |
| River Plate    | 2:1 | Sud América       | Parque Saroldi              | 8 de noviembre | 17:30 | Ninguno     |
| Rentistas      | 1:0 | Fénix             | Complejo Rentistas          | 8 de noviembre | 17:30 | Ninguno     |
| Wanderers      | 1:0 | Juventud          | Parque Alfredo Víctor Viera | 8 de noviembre | 17:30 | Ninguno     |
| Rampla Juniors | 1:2 | Cerro             | Estadio Olímpico            | 8 de noviembre | 17:30 | VTV y GolTV |
| Danubio        | 2:1 | Defensor Sporting | Jardines del Hipódromo      | 9 de noviembre | 10:30 | VTV y GolTV |
| Atenas         | 2:1 | Tacuarembó        | Domingo Burgueño Miguel     | 9 de noviembre | 15:30 | Ninguno     |
| Nacional       | 2:1 | Peñarol           | Estadio Centenario          | 9 de noviembre | 18:00 | VTV y GolTV |

| Defensor Sporting | 0:2 | Atenas         | Estadio Franzini        | 14 de noviembre | 19:30 | Ninguno     |
| Sud América       | 0:1 | Danubio        | Casto Martínez Laguarda | 15 de noviembre | 17:30 | Ninguno     |
| Peñarol           | 4:0 | Rentistas      | Estadio Centenario      | 15 de noviembre | 18:00 | VTV y GolTV |
| Juventud          | 2:0 | Rampla Juniors | Parque Artigas          | 16 de noviembre | 17:30 | Ninguno     |
| Tacuarembó        | 1:3 | Wanderers      | Estadio Goyenola        | 16 de noviembre | 17:30 | Ninguno     |
| El Tanque Sisley  | 1:0 | River Plate    | Campeones Olímpicos     | 16 de noviembre | 17:30 | Ninguno     |
| Fénix             | 2:3 | Racing         | Parque Capurro          | 16 de noviembre | 18:00 | Ninguno     |
| Nacional          | 1:0 | Cerro          | Gran Parque Central     | 16 de noviembre | 18:00 | VTV y GolTV |

| Atenas         | 0:0 | Sud América       | Domingo Burgueño Miguel     | 21 de noviembre | 20:00 | Ninguno     |
| Danubio        | 1:1 | El Tanque Sisley  | Jardines del Hipódromo      | 22 de noviembre | 17:30 | Ninguno     |
| Wanderers      | 1:1 | Defensor Sporting | Parque Alfredo Víctor Viera | 22 de noviembre | 17:30 | Ninguno     |
| Rentistas      | 3:1 | Cerro             | Complejo Rentistas          | 22 de noviembre | 17:30 | Ninguno     |
| Nacional       | 4:1 | Juventud          | Gran Parque Central         | 22 de noviembre | 18:00 | VTV y GolTV |
| Racing         | 0:2 | River Plate       | Parque Osvaldo Roberto      | 23 de noviembre | 10:30 | VTV y GolTV |
| Rampla Juniors | 1:1 | Tacuarembó        | Estadio Olímpico            | 23 de noviembre | 17:30 | Ninguno     |
| Fénix          | 1:2 | Peñarol           | Parque Alfredo Víctor Viera | 23 de noviembre | 18:00 | VTV y GolTV |

| Juventud          | 3:0 | Rentistas      | Parque Artigas          | 6 de diciembre | 16:30 | Ninguno     |
| Sud América       | 1:0 | Wanderers      | Casto Martínez Laguarda | 6 de diciembre | 16:30 | Ninguno     |
| River Plate       | 1:2 | Danubio        | Parque Saroldi          | 6 de diciembre | 17:00 | VTV y GolTV |
| Tacuarembó        | 0:1 | Nacional       | Raúl Goyenola           | 6 de diciembre | 20:30 | VTV y GolTV |
| Cerro             | 1:3 | Fénix          | Luis Tróccoli           | 7 de diciembre | 18:00 | Ninguno     |
| Defensor Sporting | 2:0 | Rampla Juniors | Luis Franzini           | 7 de diciembre | 18:00 | Ninguno     |
| El Tanque Sisley  | 0:0 | Atenas         | Campeones Olímpicos     | 7 de diciembre | 18:00 | Ninguno     |
| Peñarol           | 2:3 | Racing         | Centenario              | 7 de diciembre | 19:00 | VTV y GolTV |

### Posiciones Apertura
|                                                            | Pos. | Equipos           |  | PJ | PG | PE | PP | GF | GC | DG  | Puntos |
| ---------------------------------------------------------- | ---- | ----------------- |  | -- | -- | -- | -- | -- | -- | --- | ------ |
|                                                            | 1    | Nacional (C)      |  | 15 | 14 | 0  | 1  | 34 | 7  | +27 | 42     |
|                                                            | 2    | Racing            |  | 15 | 10 | 2  | 3  | 32 | 26 | +6  | 32     |
|                                                            | 3    | Peñarol           |  | 15 | 7  | 4  | 4  | 28 | 16 | +12 | 25     |
|                                                            | 4    | River Plate       |  | 15 | 8  | 1  | 6  | 26 | 18 | +8  | 25     |
|                                                            | 5    | El Tanque Sisley  |  | 15 | 6  | 5  | 4  | 18 | 18 | 0   | 23     |
|                                                            | 6    | Defensor Sporting |  | 15 | 6  | 3  | 6  | 28 | 22 | +6  | 21     |
|                                                            | 7    | Sud América       |  | 15 | 5  | 5  | 5  | 17 | 17 | 0   | 20     |
|                                                            | 8    | Juventud          |  | 15 | 6  | 2  | 7  | 21 | 22 | -1  | 20     |
|                                                            | 9    | Atenas            |  | 15 | 6  | 2  | 7  | 18 | 20 | -2  | 20     |
|                                                            | 10   | Danubio           |  | 15 | 5  | 5  | 5  | 18 | 21 | -3  | 20     |
|                                                            | 11   | Rentistas         |  | 15 | 6  | 2  | 7  | 18 | 24 | -6  | 20     |
|                                                            | 12   | Wanderers         |  | 15 | 6  | 1  | 8  | 21 | 21 | 0   | 19     |
|                                                            | 13   | Fénix             |  | 15 | 5  | 2  | 8  | 20 | 26 | -6  | 17     |
|                                                            | 14   | Rampla Juniors    |  | 15 | 5  | 2  | 8  | 18 | 27 | -9  | 17     |
|                                                            | 15   | Cerro             |  | 15 | 3  | 2  | 10 | 10 | 31 | -21 | 11     |
|                                                            | 16   | Tacuarembó        |  | 15 | 1  | 4  | 10 | 17 | 28 | -11 | 7      |
| Última actualización: 7 de diciembre de 2014 15:40 (GMT-2) |      |                   |  |    |    |    |    |    |    |     |        |

- El campeón del Torneo Apertura clasifica (en caso de no hacerlo a la Copa Libertadores) a la Copa Sudamericana automáticamente, perdiendo su cupo el peor clasificado a este torneo de la Tabla Anual.

| (C) | Ganador del Torneo Apertura. Avanza a la Semifinal del Campeonato Uruguayo. |

### Evolución de la clasificación
| Equipo            | 1  | 2  | 3  | 4  | 5  | 6  | 7  | 8  | 9  | 10 | 11 | 12 | 13 | 14 | 15 |
| Atenas            | 14 | 15 | 15 | 14 | 15 | 15 | 14 | 12 | 13 | 12 | 13 | 11 | 7  | 8  | 9  |
| Cerro             | 16 | 16 | 16 | 16 | 16 | 16 | 16 | 16 | 15 | 16 | 15 | 15 | 15 | 15 | 15 |
| Danubio           | 12 | 8  | 12 | 7  | 10 | 13 | 11 | 13 | 14 | 14 | 14 | 14 | 12 | 12 | 10 |
| Defensor Sporting | 15 | 14 | 11 | 13 | 8  | 6  | 4  | 3  | 4  | 5  | 6  | 6  | 8  | 9  | 6  |
| El Tanque Sisley  | 6  | 5  | 4  | 3  | 5  | 5  | 6  | 8  | 6  | 4  | 5  | 5  | 5  | 5  | 5  |
| Fénix             | 5  | 4  | 8  | 5  | 4  | 7  | 7  | 9  | 7  | 7  | 11 | 13 | 14 | 14 | 13 |
| Juventud          | 13 | 13 | 9  | 11 | 7  | 9  | 10 | 10 | 10 | 13 | 9  | 12 | 9  | 11 | 8  |
| Nacional          | 1  | 2  | 5  | 4  | 2  | 2  | 2  | 1  | 1  | 1  | 1  | 1  | 1  | 1  | 1  |
| Peñarol           | 2  | 3  | 2  | 2  | 3  | 4  | 3  | 4  | 2  | 3  | 3  | 4  | 3  | 3  | 3  |
| Racing            | 3  | 1  | 1  | 1  | 1  | 1  | 1  | 2  | 3  | 2  | 2  | 2  | 2  | 2  | 2  |
| Rampla Juniors    | 10 | 11 | 13 | 15 | 14 | 10 | 12 | 14 | 11 | 10 | 8  | 9  | 13 | 13 | 14 |
| Rentistas         | 8  | 6  | 3  | 6  | 6  | 3  | 5  | 5  | 9  | 9  | 10 | 7  | 10 | 6  | 11 |
| River Plate       | 4  | 7  | 7  | 9  | 11 | 8  | 9  | 6  | 5  | 6  | 4  | 3  | 4  | 4  | 4  |
| Sud América       | 7  | 10 | 10 | 12 | 12 | 12 | 8  | 7  | 8  | 8  | 7  | 8  | 11 | 10 | 7  |
| Tacuarembó        | 9  | 12 | 14 | 10 | 13 | 14 | 15 | 15 | 16 | 15 | 16 | 16 | 16 | 16 | 16 |
| Wanderers         | 11 | 9  | 6  | 8  | 9  | 11 | 13 | 11 | 12 | 11 | 12 | 10 | 6  | 7  | 12 |

### Goleadores Apertura
| Jugador          | Equipo           | Goles | Penal |
| ---------------- | ---------------- | ----- | ----- |
| Iván Alonso      | Nacional         | 15    | 3     |
| Michel Santos    | River Plate      | 11    | 1     |
| Santiago Barboza | Atenas           | 10    | 4     |
| Yoel Burgueño    | El Tanque Sisley | 9     | 0     |
| Lucas Cavallini  | Fénix            | 8     | 0     |

## Torneo Clausura
El Clausura consta de una ronda de todos contra todos que se disputa a partir del mes de febrero y finalizará en junio. El ganador del mismo se clasificara para disputar la semifinal por el título de campeón uruguayo de la temporada contra el equipo que resultó ganador del Torneo Apertura.

### Fixture
| Sud América       | 1:1 | Rampla Juniors | Casto Martínez Laguarda | 14 de febrero | 17:30 | Jonhatan Fuentes | Ninguno     |
| River Plate       | 2:5 | Atenas         | Parque Saroldi          | 14 de febrero | 17:30 | Federico Armán   | Ninguno     |
| El Tanque Sisley  | 1:0 | Wanderers      | Campeones Olímpicos     | 14 de febrero | 17:30 | Esteban Ostojich | Ninguno     |
| Cerro             | 0:3 | Peñarol        | Estadio Luis Tróccoli   | 14 de febrero | 17:30 | Darío Ubríaco    | VTV y GolTV |
| Juventud          | 1:1 | Fénix          | Parque Artigas          | 15 de febrero | 17:30 | Oscar Rojas      | Ninguno     |
| Tacuarembó        | 0:1 | Rentistas      | Estadio Goyenola        | 15 de febrero | 17:30 | Fernando Falce   | Ninguno     |
| Racing            | 0:1 | Danubio        | Parque Roberto          | 15 de febrero | 17:30 | Daniel Fedorczuk | VTV y GolTV |
| Defensor Sporting | 0:0 | Nacional       | Estadio Luis Franzini   | 15 de febrero | 20:00 | Andrés Cunha     | VTV y GolTV |

| Fénix          | 0:1 | Tacuarembó        | Parque Capurro               | 21 de febrero | 17:30 | Leodán González  | Ninguno     |
| Rampla Juniors | 3:2 | El Tanque Sisley  | Estadio Olímpico             | 21 de febrero | 17:30 | Daniel Rodríguez | Ninguno     |
| Wanderers      | 1:1 | River Plate       | Parque Federico Omar Saroldi | 21 de febrero | 17:30 | Jonathan Fuentes | Ninguno     |
| Nacional       | 1:2 | Sud América       | Gran Parque Central          | 21 de febrero | 17:30 | Pablo Giménez    | VTV y GolTV |
| Cerro          | 1:0 | Racing            | Estadio Luis Tróccoli        | 22 de febrero | 17:30 | Andrés Cunha     | Ninguno     |
| Rentistas      | 2:6 | Defensor Sporting | Complejo Rentistas           | 22 de febrero | 17:30 | Adrián Sánchez   | Ninguno     |
| Atenas         | 3:1 | Danubio           | Domingo Burgueño Miguel      | 22 de febrero | 17:30 | Darío Ubríaco    | VTV y GolTV |
| Peñarol        | 4:1 | Juventud          | Estadio Centenario           | 22 de febrero | 20:00 | Javier Bentancor | VTV y GolTV |

| Defensor Sporting | 1:0 | Fénix          | Estadio Luis Franzini   | 7 de marzo | 17:00 | Daniel Fedorczuk | Ninguno     |
| Sud América       | 2:3 | Rentistas      | Casto Martínez Laguarda | 7 de marzo | 17:00 | Esteban Ostojich | Ninguno     |
| Danubio           | 0:0 | Wanderers      | Jardines del Hipódromo  | 7 de marzo | 17:00 | Diego Riveiro    | Ninguno     |
| Tacuarembó        | 1:1 | Peñarol        | Estadio Goyenola        | 7 de marzo | 21:00 | Andrés Cunha     | VTV y GolTV |
| Racing            | 3:2 | Atenas         | Parque Roberto          | 8 de marzo | 10:30 | Pablo Giménez    | VTV y GolTV |
| River Plate       | 4:0 | Rampla Juniors | Parque Saroldi          | 8 de marzo | 16:00 | Óscar Rojas      | Ninguno     |
| Juventud          | 4:3 | Cerro          | Parque Artigas          | 8 de marzo | 16:00 | Federico Arman   | Ninguno     |
| El Tanque Sisley  | 0:1 | Nacional       | Estadio Centenario      | 8 de marzo | 20:30 | Fernando Falce   | VTV y GolTV |

| Fénix          | 0:0 | Sud América       | Parque Capurro              | 14 de marzo | 16:00 | Andrés Cunha     | Ninguno     |
| Rampla Juniors | 1:2 | Danubio           | Estadio Olímpico            | 14 de marzo | 16:00 | Federico Arman   | Ninguno     |
| Nacional       | 1:2 | River Plate       | Parque Central              | 14 de marzo | 17:00 | Daniel Fedorczuk | VTV y GolTV |
| Wanderers      | 1:2 | Atenas            | Parque Alfredo Víctor Viera | 15 de marzo | 10:00 | Leodán González  | VTV y GolTV |
| Juventud       | 1:0 | Racing            | Parque Artigas              | 15 de marzo | 16:00 | Daniel Rodríguez | Ninguno     |
| Cerro          | 2:1 | Tacuarembó        | Luis Tróccoli               | 15 de marzo | 16:00 | Javier Bentacor  | Ninguno     |
| Rentistas      | 0:1 | El Tanque Sisley  | Complejo Rentistas          | 15 de marzo | 16:00 | Diego Riveiro    | Ninguno     |
| Peñarol        | 2:0 | Defensor Sporting | Estadio Centenario          | 15 de marzo | 17:00 | Óscar Rojas      | VTV y GolTV |

| Sud América       | 1:0 | Peñarol        | Estadio Centenario           | 21 de marzo | 16:00 | Leodán González  | VTV y GolTV |
| Defensor Sporting | 1:1 | Cerro          | Estadio Luis Franzini        | 21 de marzo | 19:00 | Daniel Rodríguez | VTV y GolTV |
| Danubio           | 2:1 | Nacional       | Jardines del Hipódromo       | 22 de marzo | 16:00 | Andrés Cunha     | VTV y GolTV |
| Racing            | 2:1 | Wanderers      | Parque Roberto               | 22 de marzo | 16:00 | Fernando Falce   | Ninguno     |
| River Plate       | 1:0 | Rentistas      | Parque Federico Omar Saroldi | 22 de marzo | 16:00 | Walter Juncal    | Ninguno     |
| El Tanque Sisley  | 0:3 | Fénix          | Campeones Olímpicos          | 22 de marzo | 16:00 | Pablo Giménez    | Ninguno     |
| Tacuarembó        | 2:1 | Juventud       | Raúl Goyenola                | 22 de marzo | 16:00 | Oscar Rojas      | Ninguno     |
| Atenas            | 1:4 | Rampla Juniors | Domingo Burgueño Miguel      | 26 de marzo | 20:00 | Daniel Fedorczuk | Ninguno     |

| Rentistas      | 1:0 | Danubio           | Complejo Rentistas    | 28 de marzo | 16:00 | Pablo Giménez    | Ninguno     |
| Peñarol        | 2:1 | El Tanque Sisley  | Estadio Centenario    | 28 de marzo | 19:00 | Daniel Fedorczuk | VTV y GolTV |
| Tacuarembó     | 1:0 | Racing            | Estadio Goyenola      | 29 de marzo | 16:00 | Diego Riveiro    | Ninguno     |
| Juventud       | 5:0 | Defensor Sporting | Parque Artigas        | 29 de marzo | 16:00 | Esteban Ostojich | Ninguno     |
| Cerro          | 2:2 | Sud América       | Estadio Luis Tróccoli | 29 de marzo | 16:00 | Oscar Rojas      | Ninguno     |
| Fénix          | 1:2 | River Plate       | Parque Capurro        | 29 de marzo | 16:00 | Darío Ubríaco    | Ninguno     |
| Rampla Juniors | 1:3 | Wanderers         | Estadio Olímpico      | 29 de marzo | 16:00 | Andrés Cunha     | Ninguno     |
| Nacional       | 5:3 | Atenas            | Gran Parque Central   | 29 de marzo | 17:30 | Javier Bentancor | VTV y GolTV |

| Wanderers         | 2:0 | Nacional       | Estadio Centenario       | 4 de abril | 16:00 | Oscar Rojas      | VTV y GolTV |
| Sud América       | 1:2 | Juventud       | Castro Martínez Laguarda | 4 de abril | 16:00 | Daniel Fedorczuk | Ninguno     |
| Racing            | 0:3 | Rampla Juniors | Parque Osvaldo Roberto   | 5 de abril | 10:30 | Darío Ubríaco    | VTV y GolTV |
| Atenas            | 1:0 | Rentistas      | Domingo Burgueño Miguel  | 5 de abril | 16:00 | Fernando Falce   | Ninguno     |
| Danubio           | 3:0 | Fénix          | Jardines del Hipódromo   | 5 de abril | 16:00 | Javier Bentancor | Ninguno     |
| River Plate       | 1:2 | Peñarol        | Estadio Centenario       | 5 de abril | 16:00 | Jonathan Fuentes | VTV y GolTV |
| El Tanque Sisley  | 1:2 | Cerro          | Campeones Olímpicos      | 5 de abril | 16:00 | Esteban Ostojich | Ninguno     |
| Defensor Sporting | 1:0 | Tacuarembó     | Luis Franzini            | 5 de abril | 16:00 | Andrés Cunha     | Ninguno     |

| Fénix             | 3:2 | Atenas           | Parque Capurro        | 11 de abril | 15:30 | Oscar Rojas      | Ninguno     |
| Peñarol           | 2:3 | Danubio          | Estadio Centenario    | 11 de abril | 16:00 | Darío Ubríaco    | VTV y GolTV |
| Juventud          | 1:1 | El Tanque Sisley | Parque Artigas        | 12 de abril | 10:00 | Javier Bentancor | VTV y GolTV |
| Defensor Sporting | 2:1 | Racing           | Estadio Luis Franzini | 12 de abril | 15:30 | Gustavo Tejera   | Ninguno     |
| Cerro             | 2:2 | River Plate      | Estadio Luis Tróccoli | 12 de abril | 15:30 | Andrés Cunha     | Ninguno     |
| Tacuarembó        | 2:2 | Sud América      | Estadio Goyenola      | 12 de abril | 15:30 | Pablo Giménez    | Ninguno     |
| Rentistas         | 1:1 | Wanderers        | Complejo Rentistas    | 12 de abril | 15:30 | Daniel Fedorczuk | Ninguno     |
| Nacional          | 3:1 | Rampla Juniors   | Parque Central        | 12 de abril | 16:00 | Fernando Falce   | VTV y GolTV |

| Racing           | 2:4 | Nacional          | Parque Alfredo Víctor Viera | 18 de abril | 15:30 | Daniel Fedorczuk | VTV y GolTV |
| Rampla Juniors   | 1:0 | Rentistas         | Estadio Olímpico            | 18 de abril | 15:30 | Oscar Rojas      | Ninguno     |
| Sud América      | 0:0 | Defensor Sporting | Castro Martínez Laguarda    | 18 de abril | 15:30 | Diego Riveiro    | Ninguno     |
| River Plate      | 2:0 | Juventud          | Parque Saroldi              | 19 de abril | 10:30 | Fernando Falce   | VTV y GolTV |
| Danubio          | 1:0 | Cerro             | Jardines del Hipódromo      | 19 de abril | 15:30 | Jonathan Fuentes | Ninguno     |
| El Tanque Sisley | 1:1 | Tacuarembó        | Campeones Olímpicos         | 19 de abril | 15:30 | Leodán González  | Ninguno     |
| Atenas           | 1:1 | Peñarol           | Domingo Burgueño Miguel     | 19 de abril | 17:30 | Andrés Cunha     | VTV y GolTV |
| Wanderers        | 0:1 | Fénix             | Parque Alfredo Víctor Viera | 21 de abril | 15:30 | Esteban Ostojich | Ninguno     |

| Sud América       | 3:1 | Racing           | Castro Martínez Laguarda | 25 de abril | 15:30 | Darío Ubríaco    | Ninguno     |
| Peñarol           | 2:1 | Wanderers        | Estadio Centenario       | 25 de abril | 16:00 | Leodán González  | VTV y GolTV |
| Juventud          | 0:1 | Danubio          | Parque Artigas           | 26 de abril | 15:30 | Daniel Rodríguez | VTV y GolTV |
| Defensor Sporting | 2:2 | El Tanque Sisley | Estadio Luis Franzini    | 26 de abril | 15:30 | Jonathan Fuentes | Ninguno     |
| Tacuarembó        | 1:3 | River Plate      | Estadio Goyenola         | 26 de abril | 15:30 | Federico Arman   | Ninguno     |
| Cerro             | 2:1 | Atenas           | Estadio Luis Tróccoli    | 26 de abril | 15:30 | Pablo Giménez    | Ninguno     |
| Fénix             | 1:0 | Rampla Juniors   | Parque Capurro           | 26 de abril | 15:30 | Andrés Cunha     | Ninguno     |
| Rentistas         | 2:4 | Nacional         | Estadio Centenario       | 26 de abril | 18:00 | Esteban Ostojich | VTV y GolTV |

| Wanderers        | 4:1 | Cerro             | Parque Alfredo Víctor Viera | 2 de mayo | 15:30 | Javier Bentancor | Ninguno     |
| Nacional         | 1:0 | Fénix             | Gran Parque Central         | 2 de mayo | 16:00 | Jonathan Fuentes | VTV y GolTV |
| Racing           | 1:4 | Rentistas         | Parque Roberto              | 3 de mayo | 15:30 | Yimmy Álvarez    | Ninguno     |
| Atenas           | 0:4 | Juventud          | Domingo Burgueño Miguel     | 3 de mayo | 15:30 | Daniel Fedorczuk | Ninguno     |
| Danubio          | 0:1 | Tacuarembó        | Jardines del Hipódromo      | 3 de mayo | 15:30 | Fernando Falce   | VTV y GolTV |
| River Plate      | 1:2 | Defensor Sporting | Parque Saroldi              | 3 de mayo | 15:30 | Darío Ubríaco    | Ninguno     |
| El Tanque Sisley | 1:1 | Sud América       | Campeones Olímpicos         | 3 de mayo | 15:30 | Oscar Rojas      | Ninguno     |
| Rampla Juniors   | 0:2 | Peñarol           | Estadio Centenario          | 3 de mayo | 18:00 | Pablo Giménez    | VTV y GolTV |

| Sud América       | 0:4 | River Plate    | Casto Martínez Laguarda | 16 de mayo | 15:30 | Javier Bentancor | Ninguno     |
| Tacuarembó        | 4:2 | Atenas         | Estadio Goyenola        | 16 de mayo | 15:30 | Jonathan Fuentes | Ninguno     |
| Cerro             | 2:0 | Rampla Juniors | Estadio Luis Tróccoli   | 16 de mayo | 15:30 | Oscar Rojas      | VTV y GolTV |
| Fénix             | 4:1 | Rentistas      | Parque Capurro          | 16 de mayo | 15:30 | Fernando Falce   | Ninguno     |
| Defensor Sporting | 1:1 | Danubio        | Estadio Luis Franzini   | 16 de mayo | 18:00 | Daniel Fedorczuk | VTV y GolTV |
| El Tanque Sisley  | 1:3 | Racing         | Campeones Olímpicos     | 16 de mayo | 20:00 | Héctor Martínez  | Ninguno     |
| Juventud          | 1:0 | Wanderers      | Parque Artigas          | 17 de mayo | 14:00 | Federico Arman   | Ninguno     |
| Peñarol           | 1:1 | Nacional       | Estadio Centenario      | 17 de mayo | 16:00 | Darío Ubríaco    | VTV y GolTV |

| River Plate    | 4:0 | El Tanque Sisley  | Parque Saroldi              | 23 de mayo | 15:00 | Pablo Giménez    | VTV y GolTV |
| Rentistas      | 0:2 | Peñarol           | Estadio Centenario          | 23 de mayo | 18:00 | Oscar Rojas      | VTV y GolTV |
| Racing         | 2:1 | Fénix             | Parque Roberto              | 24 de mayo | 15:00 | Leodán González  | Ninguno     |
| Rampla Juniors | 1:3 | Juventud          | Estadio Olímpico            | 24 de mayo | 15:00 | Jonathan Fuentes | Ninguno     |
| Wanderers      | 4:1 | Tacuarembó        | Parque Alfredo Víctor Viera | 24 de mayo | 15:00 | Daniel Rodríguez | Ninguno     |
| Atenas         | 1:2 | Defensor Sporting | Domingo Burgueño Miguel     | 24 de mayo | 15:00 | Fernando Falce   | Ninguno     |
| Danubio        | 0:1 | Sud América       | Jardines del Hipódromo      | 24 de mayo | 15:00 | Esteban Ostojich | Ninguno     |
| Cerro          | 1:0 | Nacional          | Estadio Luis Tróccoli       | 24 de mayo | 15:00 | Andrés Cunha     | VTV y GolTV |

| Juventud          | 0:0 | Nacional       | Estadio Centenario      | 30 de mayo | 15:00 | Leodán González  | VTV y GolTV |
| Defensor Sporting | 2:0 | Wanderers      | Estadio Luis Franzini   | 30 de mayo | 17:30 | Diego Riveiro    | VTV y GolTV |
| River Plate       | 1:0 | Racing         | Parque Saroldi          | 31 de mayo | 15:00 | Andrés Cunha     | Ninguno     |
| El Tanque Sisley  | 1:0 | Danubio        | Campeones Olímpicos     | 31 de mayo | 15:00 | Fernando Falce   | Ninguno     |
| Sud América       | 1:1 | Atenas         | Casto Martínez Laguarda | 31 de mayo | 15:00 | Federico Armán   | Ninguno     |
| Tacuarembó        | 4:2 | Rampla Juniors | Estadio Goyenola        | 31 de mayo | 15:00 | Estebán Ostojich | Ninguno     |
| Cerro             | 2:0 | Rentistas      | Estadio Luis Tróccoli   | 31 de mayo | 15:00 | Jonathan Fuentes | Ninguno     |
| Peñarol           | 2:0 | Fénix          | Estadio Centenario      | 31 de mayo | 15:00 | Javier Bentancor | VTV y GolTV |

| Nacional       | 2:3 | Tacuarembó        | Gran Parque Central         | 5 de junio | 20:00 | N/A | VTV y GolTV |
| Fénix          | 3:0 | Cerro             | Parque Capurro              | 6 de junio | 11:00 | N/A | Ninguno     |
| Wanderers      | 1:2 | Sud América       | Parque Alfredo Víctor Viera | 7 de junio | 11:00 | N/A | Ninguno     |
| Atenas         | 2:4 | El Tanque Sisley  | Domingo Burgueño Miguel     | 7 de junio | 11:00 | N/A | VTV y GolTV |
| Racing         | 2:2 | Peñarol           | Centenario                  | 7 de junio | 15:00 | N/A | VTV y GolTV |
| Rentistas      | 1:1 | Juventud          | Complejo Rentistas          | 7 de junio | 15:00 | N/A | Ninguno     |
| Rampla Juniors | 0:0 | Defensor Sporting | Estadio Olímpico            | 7 de junio | 15:00 | N/A | Ninguno     |
| Danubio        | 2:0 | River Plate       | Jardines del Hipódromo      | 7 de junio | 15:00 | N/A | Ninguno     |

### Posiciones Clausura
|                                                        | Pos. | Equipos           |  | PJ | PG | PE | PP | GF | GC | DG  | Puntos |
| ------------------------------------------------------ | ---- | ----------------- |  | -- | -- | -- | -- | -- | -- | --- | ------ |
|                                                        | 1    | Peñarol (C)       |  | 15 | 9  | 4  | 2  | 28 | 13 | +15 | 31     |
|                                                        | 2    | River Plate       |  | 15 | 9  | 2  | 4  | 30 | 17 | +13 | 29     |
|                                                        | 3    | Danubio           |  | 15 | 8  | 2  | 5  | 17 | 12 | +5  | 29     |
|                                                        | 4    | Defensor Sporting |  | 15 | 7  | 6  | 2  | 20 | 16 | +4  | 27     |
|                                                        | 5    | Juventud          |  | 15 | 7  | 4  | 4  | 25 | 17 | +8  | 25     |
|                                                        | 6    | Tacuarembó        |  | 15 | 7  | 3  | 5  | 23 | 22 | +1  | 24     |
|                                                        | 7    | Cerro             |  | 15 | 7  | 3  | 5  | 21 | 23 | -2  | 23     |
|                                                        | 8    | Sud América       |  | 15 | 5  | 7  | 3  | 19 | 19 | 0   | 22     |
|                                                        | 9    | Nacional          |  | 15 | 6  | 3  | 6  | 24 | 21 | +3  | 21     |
|                                                        | 10   | Fénix             |  | 15 | 6  | 2  | 7  | 18 | 16 | +2  | 20     |
|                                                        | 11   | Wanderers         |  | 15 | 4  | 3  | 8  | 19 | 18 | +1  | 15     |
|                                                        | 12   | Atenas            |  | 15 | 4  | 2  | 9  | 27 | 37 | -10 | 14     |
|                                                        | 13   | Rampla Juniors    |  | 15 | 4  | 2  | 9  | 18 | 28 | -10 | 14     |
|                                                        | 14   | Rentistas         |  | 15 | 4  | 2  | 9  | 16 | 27 | -11 | 14     |
|                                                        | 15   | El Tanque Sisley  |  | 15 | 4  | 4  | 7  | 17 | 25 | -8  | 13     |
|                                                        | 16   | Racing            |  | 15 | 4  | 1  | 10 | 17 | 28 | -11 | 13     |
| Última actualización: 7 de junio de 2015 17:10 (GMT-3) |      |                   |  |    |    |    |    |    |    |     |        |

- El campeón del Torneo Clausura clasifica (en caso de no hacerlo a la Copa Libertadores) a la Copa Sudamericana automáticamente, perdiendo su cupo el peor clasificado a este torneo de la Tabla Anual.

| (C) | Ganador del Torneo Clausura. Avanza a la Semifinal del Campeonato Uruguayo. |

### Evolución de la clasificación
| Equipo            | 1      | 2  | 3  | 4  | 5  | 6  | 7  | 8  | 9  | 10 | 11 | 12 | 13 | 14 | 15 |    |
| ----------------- | ------ | -- | -- | -- | -- | -- | -- | -- | -- | -- | -- | -- | -- | -- | -- | -- |
| Equipo            | Atenas | 1  | 2  | 3  | 2  | 4  | 7  | 5  | 6  | 7  | 10 | 13 | 12 | 12 | 12 | 13 |
| Cerro             | 16     | 9  | 14 | 10 | 11 | 11 | 9  | 8  | 12 | 9  | 10 | 9  | 7  | 6  | 7  |    |
| Danubio           | 4      | 8  | 9  | 5  | 3  | 5  | 4  | 2  | 1  | 1  | 2  | 3  | 4  | 5  | 4  |    |
| Defensor Sporting | 11     | 3  | 2  | 3  | 5  | 9  | 6  | 5  | 4  | 5  | 5  | 6  | 5  | 3  | 3  |    |
| El Tanque Sisley  | 5      | 6  | 12 | 7  | 12 | 14 | 14 | 15 | 15 | 15 | 15 | 15 | 16 | 14 | 11 |    |
| Fénix             | 6      | 11 | 16 | 16 | 14 | 15 | 16 | 14 | 11 | 8  | 9  | 8  | 10 | 10 | 10 |    |
| Juventud          | 8      | 15 | 10 | 6  | 9  | 3  | 2  | 3  | 5  | 7  | 6  | 4  | 3  | 4  | 5  |    |
| Nacional          | 10     | 12 | 7  | 11 | 15 | 10 | 13 | 9  | 6  | 4  | 4  | 5  | 6  | 7  | 9  |    |
| Peñarol           | 2      | 1  | 1  | 1  | 1  | 1  | 1  | 1  | 2  | 2  | 1  | 1  | 1  | 1  | 1  |    |
| Racing            | 13     | 16 | 13 | 14 | 10 | 13 | 15 | 16 | 16 | 16 | 16 | 16 | 15 | 16 | 16 |    |
| Rampla Juniors    | 7      | 4  | 11 | 13 | 8  | 12 | 7  | 11 | 8  | 11 | 11 | 11 | 13 | 13 | 14 |    |
| Rentistas         | 3      | 10 | 4  | 8  | 13 | 8  | 11 | 12 | 13 | 13 | 12 | 13 | 14 | 15 | 15 |    |
| River Plate       | 15     | 14 | 5  | 4  | 2  | 2  | 3  | 4  | 3  | 3  | 3  | 2  | 2  | 2  | 2  |    |
| Sud América       | 9      | 5  | 6  | 9  | 6  | 6  | 10 | 10 | 10 | 6  | 7  | 10 | 8  | 9  | 8  |    |
| Tacuarembó        | 14     | 7  | 8  | 12 | 7  | 4  | 8  | 7  | 9  | 12 | 8  | 7  | 9  | 8  | 6  |    |
| Wanderers         | 12     | 13 | 14 | 15 | 16 | 16 | 12 | 13 | 14 | 14 | 14 | 14 | 11 | 11 | 12 |    |

### Goleadores Clausura
| Jugador                | Equipo           | Goles |
| ---------------------- | ---------------- | ----- |
| Cristian Palacios      | Juventud         | 13    |
| Michael Santos         | River Plate      | 10    |
| Facundo Peraza         | Atenas           | 7     |
| Yoel Burgueño          | El Tanque Sisley | 7     |
| Jonathan Urretaviscaya | Peñarol          | 7     |
| Maureen Franco         | Sud América      | 7     |
| Aldo Díaz              | Tacuarembó       | 7     |
| Iván Alonso            | Nacional         | 7     |

- Actualizado a la 15ª fecha

## Tabla Anual

### Posiciones
|                                                        | Pos. | Equipos           |  | PJ | PG | PE | PP | GF | GC | DG  | Puntos |
| ------------------------------------------------------ | ---- | ----------------- |  | -- | -- | -- | -- | -- | -- | --- | ------ |
|                                                        | 1    | Nacional          |  | 30 | 20 | 3  | 7  | 58 | 28 | +30 | 63     |
|                                                        | 2    | Peñarol           |  | 30 | 16 | 8  | 6  | 56 | 29 | +27 | 55     |
|                                                        | 3    | River Plate       |  | 30 | 17 | 3  | 10 | 56 | 35 | +21 | 54     |
|                                                        | 4    | Danubio           |  | 30 | 13 | 7  | 10 | 34 | 32 | +2  | 49     |
|                                                        | 5    | Defensor Sporting |  | 30 | 13 | 9  | 8  | 48 | 38 | +10 | 48     |
|                                                        | 6    | Juventud          |  | 30 | 13 | 6  | 11 | 46 | 39 | +7  | 45     |
|                                                        | 7    | Racing            |  | 30 | 14 | 3  | 13 | 49 | 54 | -5  | 45     |
|                                                        | 8    | Sud América       |  | 30 | 10 | 12 | 8  | 36 | 36 | 0   | 42     |
|                                                        | 9    | Fénix             |  | 30 | 11 | 4  | 15 | 38 | 42 | -4  | 37     |
|                                                        | 10   | El Tanque Sisley  |  | 30 | 10 | 9  | 11 | 35 | 43 | -8  | 36     |
|                                                        | 11   | Wanderers         |  | 30 | 10 | 4  | 16 | 40 | 39 | +1  | 34     |
|                                                        | 12   | Atenas            |  | 30 | 10 | 4  | 16 | 45 | 57 | -12 | 34     |
|                                                        | 13   | Rentistas         |  | 30 | 10 | 4  | 16 | 34 | 51 | -17 | 34     |
|                                                        | 14   | Cerro             |  | 30 | 10 | 5  | 15 | 29 | 52 | -23 | 34     |
|                                                        | 15   | Tacuarembó        |  | 30 | 8  | 7  | 15 | 40 | 50 | -10 | 31     |
|                                                        | 16   | Rampla Juniors    |  | 30 | 9  | 4  | 17 | 36 | 55 | -19 | 31     |
| Última actualización: 7 de junio de 2015 17:28 (GMT-3) |      |                   |  |    |    |    |    |    |    |     |        |

|  | Clasificado a la Final del campeonato. Clasificado a la Fase de grupos de la Copa Libertadores 2016 y a los 32º de final de la Copa Sudamericana 2015 . |
|  | Clasificado a la Fase de grupos de la Copa Libertadores 2016 como segundo mejor puntaje.                                                                |
|  | Clasificado a la Primera fase de la Copa Libertadores 2016como tercer mejor puntaje.                                                                    |
|  | Clasificados a los 32º de final de la Copa Sudamericana 2015.                                                                                           |

## Definición del campeonato
|  | Semifinal                   | Semifinal |  |  | Final                          |   |   |
|  |                             |           |  |  |                                |   |   |
|  |                             |           |  |  |                                |   |   |
|  | Nacional (Ganador Apertura) | 3         |  |  |                                |   |   |
|  | Peñarol (Ganador Clausura)  | 2         |  |  |                                |   |   |
|  |                             |           |  |  |                                |   |   |
|  |                             |           |  |  | Nacional (Ganador Semifinal)   | - | - |
|  |                             |           |  |  | Nacional (Ganador Tabla Anual) | - | - |
|  |                             |           |  |  |                                |   |   |

Los equipos que disputen la final (no confundir con la semifinal) del Uruguayo clasifican a la Fase de Grupos de la Copa Libertadores 2016. El Campeón Uruguayo además clasifica a la Copa Sudamericana 2015.

### Semifinal
La semifinal del Campeonato Uruguayo fue suspendida al minuto 113 del partido a raíz de incidentes entre hinchas (aficionados) de Peñarol y la policía. La Asociación Uruguaya de Fútbol resolvió no jugar los 7 minutos que restaban del encuentro y proclamó campeón a Nacional, además de aplicarle como sanción la quita de un punto en la tabla anual al conjunto aurinegro.
| 1          | Gustavo Munúa       |                  |
| 2          | Sebastián Gorga     |                  |
| 23         | Diego Polenta       |                  |
| 22         | Alfonso Espino      |                  |
| 19         | Santiago Romero     |                  |
| 14         | Gonzalo Porras      |                  |
| 8          | Diego Arismendi     | 70'              |
| 16         | Carlos de Pena      | 87'              |
| 30         | Sebastián Fernández |                  |
| 24         | Iván Alonso         |                  |
| 11         | Leandro Barcia      | 75'              |
| Entrenador | Entrenador          | Álvaro Gutiérrez |

| 22         | Pablo Migliore         |                  |
| 15         | Jonathan Sandoval      | 46'              |
| 23         | Carlos Valdez          |                  |
| 4          | Emilio MacEachen       |                  |
| 6          | Diogo Silvestre        | 46'              |
| 32         | Jonathan Urretaviscaya |                  |
| 41         | Luis Aguiar            |                  |
| 14         | Sebastián Píriz        |                  |
| 10         | Jorge Rodríguez        |                  |
| 8          | Antonio Pacheco        | 75'              |
| 17         | Marcelo Zalayeta       |                  |
| Entrenador | Entrenador             | Pablo Bengoechea |

| 15 | MED | Nicolás Prieto | 70' |
| 29 | DEL | Christian Tabó | 75' |
| 20 | MED | Álvaro Recoba  | 87' |

| 25 | MED | Nahitan Nández | 46' |
| 33 | DEL | Gabriel Leyes  | 46' |
| 7  | MED | Hernán Novick  | 75' |

| Anotado | 20'  | Sebastián Fernández | 1-0 |
| Anotado | 33'  | Iván Alonso         | 2-0 |
| Anotado | 109' | Santiago Romero     | 3-2 |

| Anotado | 69'   | Luis Aguiar (TL)   | 2-1 |
| Anotado | 90+1' | Luis Aguiar (pen.) | 2-2 |

| Amonestado | 62' | Diego Arismendi |

| Amonestado | 33' | Diogo Silvestre |
| Amonestado | 58' | Gabriel Leyes   |
| Amonestado | 79' | Carlos Valdez   |

|  |

| Expulsado                                | 67' | Juan Manuel Olivera (Suplente) |
| Otorgado · Otorgado otra vez · Expulsado | 84' | Jorge Rodríguez                |

| 1          | Gustavo Munúa       |                  |
| 2          | Sebastián Gorga     |                  |
| 23         | Diego Polenta       |                  |
| 22         | Alfonso Espino      |                  |
| 19         | Santiago Romero     |                  |
| 14         | Gonzalo Porras      |                  |
| 8          | Diego Arismendi     | 70'              |
| 16         | Carlos de Pena      | 87'              |
| 30         | Sebastián Fernández |                  |
| 24         | Iván Alonso         |                  |
| 11         | Leandro Barcia      | 75'              |
| Entrenador | Entrenador          | Álvaro Gutiérrez |

| 22         | Pablo Migliore         |                  |
| 15         | Jonathan Sandoval      | 46'              |
| 23         | Carlos Valdez          |                  |
| 4          | Emilio MacEachen       |                  |
| 6          | Diogo Silvestre        | 46'              |
| 32         | Jonathan Urretaviscaya |                  |
| 41         | Luis Aguiar            |                  |
| 14         | Sebastián Píriz        |                  |
| 10         | Jorge Rodríguez        |                  |
| 8          | Antonio Pacheco        | 75'              |
| 17         | Marcelo Zalayeta       |                  |
| Entrenador | Entrenador             | Pablo Bengoechea |

| 15 | MED | Nicolás Prieto | 70' |
| 29 | DEL | Christian Tabó | 75' |
| 20 | MED | Álvaro Recoba  | 87' |

| 25 | MED | Nahitan Nández | 46' |
| 33 | DEL | Gabriel Leyes  | 46' |
| 7  | MED | Hernán Novick  | 75' |

| Anotado | 20'  | Sebastián Fernández | 1-0 |
| Anotado | 33'  | Iván Alonso         | 2-0 |
| Anotado | 109' | Santiago Romero     | 3-2 |

| Anotado | 69'   | Luis Aguiar (TL)   | 2-1 |
| Anotado | 90+1' | Luis Aguiar (pen.) | 2-2 |

| Amonestado | 62' | Diego Arismendi |

| Amonestado | 33' | Diogo Silvestre |
| Amonestado | 58' | Gabriel Leyes   |
| Amonestado | 79' | Carlos Valdez   |

|  |

| Expulsado                                | 67' | Juan Manuel Olivera (Suplente) |
| Otorgado · Otorgado otra vez · Expulsado | 84' | Jorge Rodríguez                |

### Final
Como Nacional ganó la semifinal y la Tabla Anual, no se tuvo que disputar la final y se coronó campeón automáticamente.
|                                                |
| Bandera de Uruguay                             |
| Campeón Uruguayo 2014-15 Nacional 45.to título |

## Goleadores Campeonato Uruguayo
| Jugador         | Equipo           | Goles | Penal |
| --------------- | ---------------- | ----- | ----- |
| Ivan Alonso     | Nacional         | 23    | 5     |
| Michael Santos  | River Plate      | 21    | 3     |
| Yoel Burgueño   | El Tanque Sisley | 16    | 2     |
| Lucas Cavallini | Fénix            | 14    | 0     |
| Aldo Díaz       | Tacuarembó       | 13    | 3     |

- Actualizado a la 15ª fecha del Torneo Clausura

## Tabla del descenso
La tabla del descenso se compone de la suma de los puntos de la tabla anual de esta temporada y los de la tabla anual de la temporada anterior. Aquellos equipos que ascendieron la temporada pasada, duplican su puntaje.
Los tres últimos clasificados, descienden directamente a Segunda División. En caso de empates en puntos entre dos equipos habrán partidos de desempate; si los empatados son más de dos equipos, se ordenan por diferencia de gol, y jugarán partidos los dos últimos entre los ordenados.
|                                                        | Pos. | Equipos           |  | PJ | 2013/14 | 2014/15 | Pts. |
| ------------------------------------------------------ | ---- | ----------------- |  | -- | ------- | ------- | ---- |
|                                                        | 1    | Nacional          |  | 60 | 57      | 63      | 120  |
|                                                        | 2    | River Plate       |  | 60 | 58      | 54      | 112  |
|                                                        | 3    | Peñarol           |  | 60 | 52      | 55      | 107  |
|                                                        | 4    | Danubio           |  | 60 | 58      | 49      | 107  |
|                                                        | 5    | Wanderers         |  | 60 | 62      | 34      | 96   |
|                                                        | 6    | Defensor Sporting |  | 60 | 36      | 48      | 84   |
|                                                        | 7    | Racing            |  | 60 | 39      | 45      | 84   |
|                                                        | 8    | Rentistas         |  | 60 | 45      | 34      | 79   |
|                                                        | 9    | Juventud          |  | 60 | 32      | 45      | 77   |
|                                                        | 10   | Sud América       |  | 60 | 35      | 42      | 77   |
|                                                        | 11   | Fénix             |  | 60 | 40      | 37      | 77   |
|                                                        | 12   | Cerro             |  | 60 | 38      | 34      | 71   |
|                                                        | 13   | El Tanque Sisley  |  | 60 | 33      | 36      | 69   |
|                                                        | 14   | Atenas            |  | 30 | SD      | 34      | 68   |
|                                                        | 15   | Tacuarembó        |  | 30 | SD      | 31      | 62   |
|                                                        | 16   | Rampla Juniors    |  | 30 | SD      | 31      | 62   |
| Última actualización: 7 de junio de 2015 12:58 (GMT-3) |      |                   |  |    |         |         |      |

|  | Descendió a la Segunda División Profesional. |

## Premiación postemporada
El domingo 9 de agosto, con motivo del sorteo del fixture de la siguiente edición del campeonato, se realizó la entrega de premios correspondientes a los más destacados durante el campeonato 2014-15, los cuales fueron definidos por la Mesa Ejecutiva de Primera División.
| Premio                  | Ganador                   | Equipo                     |
| ----------------------- | ------------------------- | -------------------------- |
| Goleador del campeonato | Iván Alonso (23 goles)    | Nacional                   |
| Mejor jugador           | Gonzalo Porras            | Nacional                   |
| Valla menos vencida     | Gustavo Munúa             | Nacional                   |
| Futbolista revelación   | Michael Santos            | River Plate                |
| Mejor entrenador        | Mauricio Larriera         | Racing / Defensor Sporting |
| Mejor árbitro           | Andrés Cunha              | Andrés Cunha               |
| Premio Fair Play        | Club Nacional de Football | Club Nacional de Football  |